# Pierre-Joseph Herbillon
Pierre-Joseph Herbillon, francoski general, * 1879, † 1956.